# 人馬光窗掩凌系外行星搜尋計畫

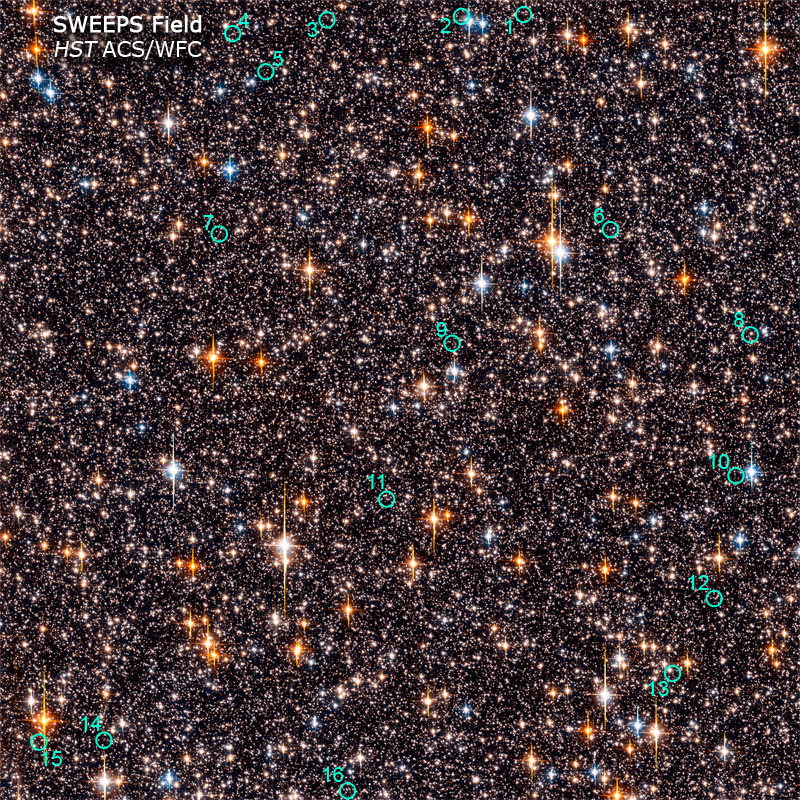
綠色圓圈是發現的系外行星位置

人馬光窗掩凌系外行星搜尋計畫（Sagittarius Window Eclipsing Extrasolar Planet Search, SWEEPS，或依其縮寫稱為掃蕩計畫）是一個2006年的巡天項目。該計畫使用哈伯太空望遠鏡先進巡天照相機的廣域通道觀測18萬顆恆星7日以利用凌日法偵測太陽系外行星。

## 搜尋區域

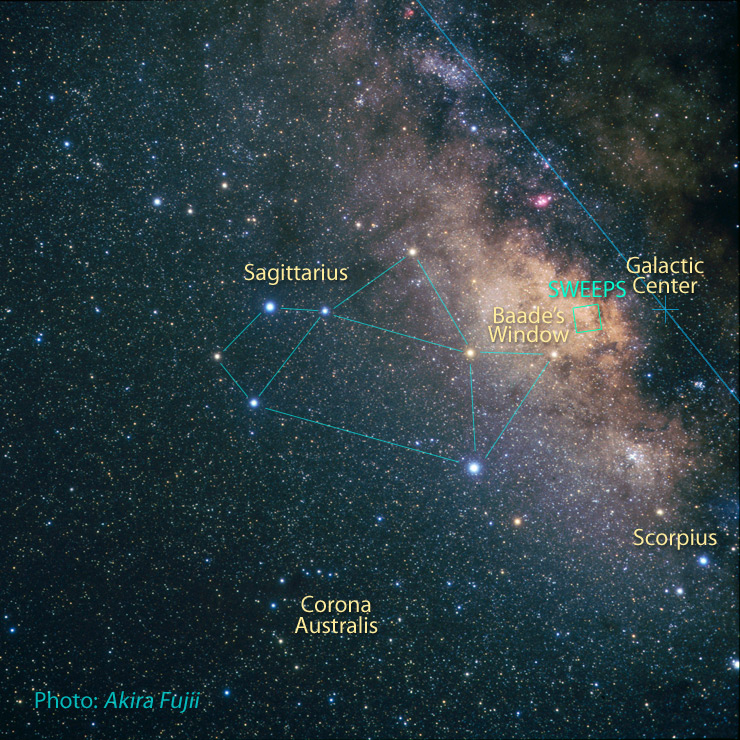
SWEEPS 搜尋區域

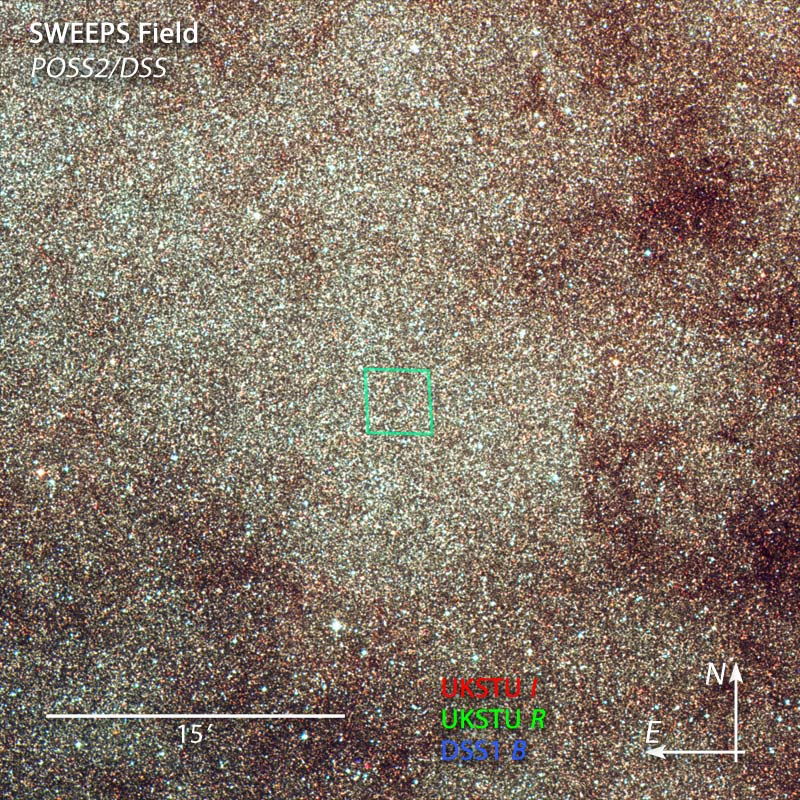
SWEEPS 搜尋區域細節

在該巡天項目中觀測的恆星都位於人馬座方向，銀河系核球中一個少見的透明區域 Sagittarius-I Window，而我們所見到核球大部分區域都被塵埃遮蔽。這些位於核球中的恆星距離地球的位置大約 27000 光年。

## 發現的行星
目前已有軌道周期0.6到4.2日的16個候選行星被發現。軌道周期小於1.2日的行星在之前從未被偵測到，研究團隊稱該種行星為超短周期行星（Ultra-Short Period Planets, USPPs）。超短周期行星只在低質量恆星旁發現，這代表較大的恆星將摧毀所有近距離行星或在較大恆星旁無法遷移至較遠距離的行星。
而在核球區域發現行星的機率與地球附近區域相當。
SWEEPS-04和SWEEPS-11所環繞的恆星因為在外觀上與鄰近天體相當不同，因此在之後的觀測中使用徑向速度觀測是可能的，並且可決定其質量。
下表的資訊是來自太陽系外行星百科和SIMBAD資料庫，以上兩資料庫並引用來自自然期刊的文章作來源。

## 外部連結
- News Release Number: STScI-2006-34 Hubble Finds Extrasolar Planets Far Across Galaxy （页面存档备份，存于）